# Prix Jarl-Hellemann
Pour les articles homonymes, voir Hellemans.
Le prix Jarl-Hellemann (finnois : Jarl Hellemann -palkinto) est un prix littéraire de Finlande fondé par les éditions Tammi qui récompense une traduction en finnois de haute qualité. 

## Description
Le prix a été décerné pour la première fois en mai 2015. Il porte le nom de Jarl Hellemann, ancien PDG de Tammi et fondateur de la Bibliothèque Jaune. Ce prix, décerné par la Fondation finlandaise du livre, est doté de 5 000 euros et récompense une œuvre traduite publiée l'année précédente.

## Liste des lauréats
| Année | Traducteur                | Auteur                         | Ouvrage                             | Éditeur        | autres nommés |
| ----- | ------------------------- | ------------------------------ | ----------------------------------- | -------------- | --- |
| 2015  | Riina Vuokko              | Mo Yan                         | Le Pays de l'alcool                 | Éditions Otava | Fiodor Dostoïevski: Les Frères Karamazov, trad. Martti Anhava (Otava) Jhumpa Lahiri: Longues Distances, trad. Sari Karhulahti (Tammi) Luiz Ruffato: Tant et tant de chevaux, trad. Jyrki Lappi-Seppälä (Into) David Foster Wallace: Brefs entretiens avec des hommes hideux, trad. Juhani Lindholm (Siltala) |
| 2016  | Antero Tiittula           | José Saramago                  | Histoire du siège de Lisbonne       | Éditions Tammi | Günter Grass: Grimms Wörter. Eine Liebeserklärung, trad. Oili Suominen (Teos) Mikhaïl Chichkine: Le Cheveu de Vénus, trad. Vappu Orlov (WSOY) Rein Raud: Rekonstruktio, trad. Hannu Oittinen (Like) Andrés Neuman: Le voyageur du siècle, trad. Tarja Härkönen (Tammi)                                       |
| 2017  | Helinä Kangas             | Elena Ferrante                 | L'Amie prodigieuse                  | WSOY           | Livre des Rois, trad. Jaakko Hämeen-Anttila (Otava) Emma Cline: The Girls, trad. Kaijamari Sivill (Otava) David Foster Wallace: La Fille aux cheveux étranges, trad. Juhani Lindholm (Siltala) Linn Ullmann: Le Registre de l’inquiétude, trad. Katriina Huttunen (Like)                                     |
| 2018  | Arto Schroderus           | Hanya Yanagihara               | Une vie comme les autres            | Éditions Tammi | Geir Gulliksen: L'histoire d'un mariage, trad. Hanna Tarkka (Siltala) Shin Kyung-sook: I'll Be Right There, trad. Taru Salminen (Into) Zadie Smith: Swing Time, trad. Irmeli Ruuska (WSOY) Ilmar Taska: Pobeda 1946, trad. Jouko Vanhanen (WSOY)                                                             |
| 2019  | Kristiina Rikman          | Elizabeth Strout               | Je m'appelle Lucy Barton            | Éditions Tammi | Svetlana Alexievitch: La Fin de l'homme rouge, trad. Vappu Orlov (Tammi) Gaël Faye: Petit Pays, trad. Einari Aaltonen (Like) Golnaz Hashemzadeh Bonde: C'était nous, trad. Jaana Nikula (Otava) Leïla Slimani: Chanson douce, trad. Lotta Toivanen (WSOY)                                                    |
| 2020  | Alice Martin              | George Eliot                   | Daniel Deronda                      | WSOY           | Hassan Blasim: Allah99, trad. Sampsa Peltonen (WSOY) Rachel Cusk: Transit, trad. Kaisa Kattelus (S&S) Maylis de Kerangal: Un monde à portée de main, trad. Ville Keynäs et Anu Partanen (Siltala) Gabriel Tallent: My Absolute Darling, trad. Arto Schroderus (Gummerus)                                     |
| 2021  | Irmeli Ruuska             | Max Porter                     | Lanny                               | WSOY           | Valeria Luiselli: Archives des enfants perdus, trad. Marianna Kurtto (Gummerus) Hilary Mantel: Le Miroir et la Lumière, trad. Kaisa Sivenius (Teos) Olga Tokarczuk: Sur les ossements des morts, trad. Tapani Kärkkäinen (Otava) David Foster Wallace: L'Infinie Comédie, trad. Tero Valkonen (Siltala)      |
| 2022  | Sari Selander             | Mariana Enríquez               | Ce que nous avons perdu dans le feu | WSOY           | Lydia Davis: Kafka aux fourneaux, trad. Aki Salmela (Siltala) Annie Ernaux: Les Années, trad. Lotta Toivanen (Gummerus) Yoko Ogawa: Cristallisation secrète, trad. Markus Juslin (Tammi) Richard Powers: L'Arbre-monde, trad. Sari Karhulahti (Gummerus)                                                     |
| 2023  | Anu Partanen Ville Keynäs | Maylis de Kerangal             | Naissance d'un pont                 | Siltala        | Annie Ernaux: La Place, trad. Lotta Toivanen (Gummerus) Bernardine Evaristo: Fille, femme, autre, trad. Kaijamari Sivill (WSOY) Emily St. John Mandel: Asema 11, trad. Aleksi Milonoff (Tammi) Mohamed Mbougar Sarr: La Plus Secrète Mémoire des hommes, trad. Marja Luoma et Sampsa Peltonen (Gummerus)     |
| 2024  | Ville Keynäs              | Georges Perec Fernanda Melchor | La Disparition Paradaïze            | Siltala        | Hernán Díaz: Luotto, trad. Jaakko Kankaanpää Andreï Kourkov: Les Abeilles grises, trad. Arja Pikkupeura (WSOY) Chanson des Nibelungen, trad. Osmo Pekonen (WSOY) |